# Phantom Bride
Phantom Bride — мініальбом англійської групи Erasure, який вийшов 12 жовтня 2009 року.

## Композиції
1. Phantom Bride — 3:34
2. Hallowed Ground — 4:00
3. Chains Of Love — 7:18
4. Phantom Bride — 3:44
5. A Little Respect — 7:32
6. Heart Of Stone — 6:25
7. Phantom Bride — 6:11
8. Chains Of Love — 5:53

## Учасники запису
- Вінс Кларк - вокал
- Енді Бел - синтезатор, басс